# Porsche Carrera Cup Deutschland 1991

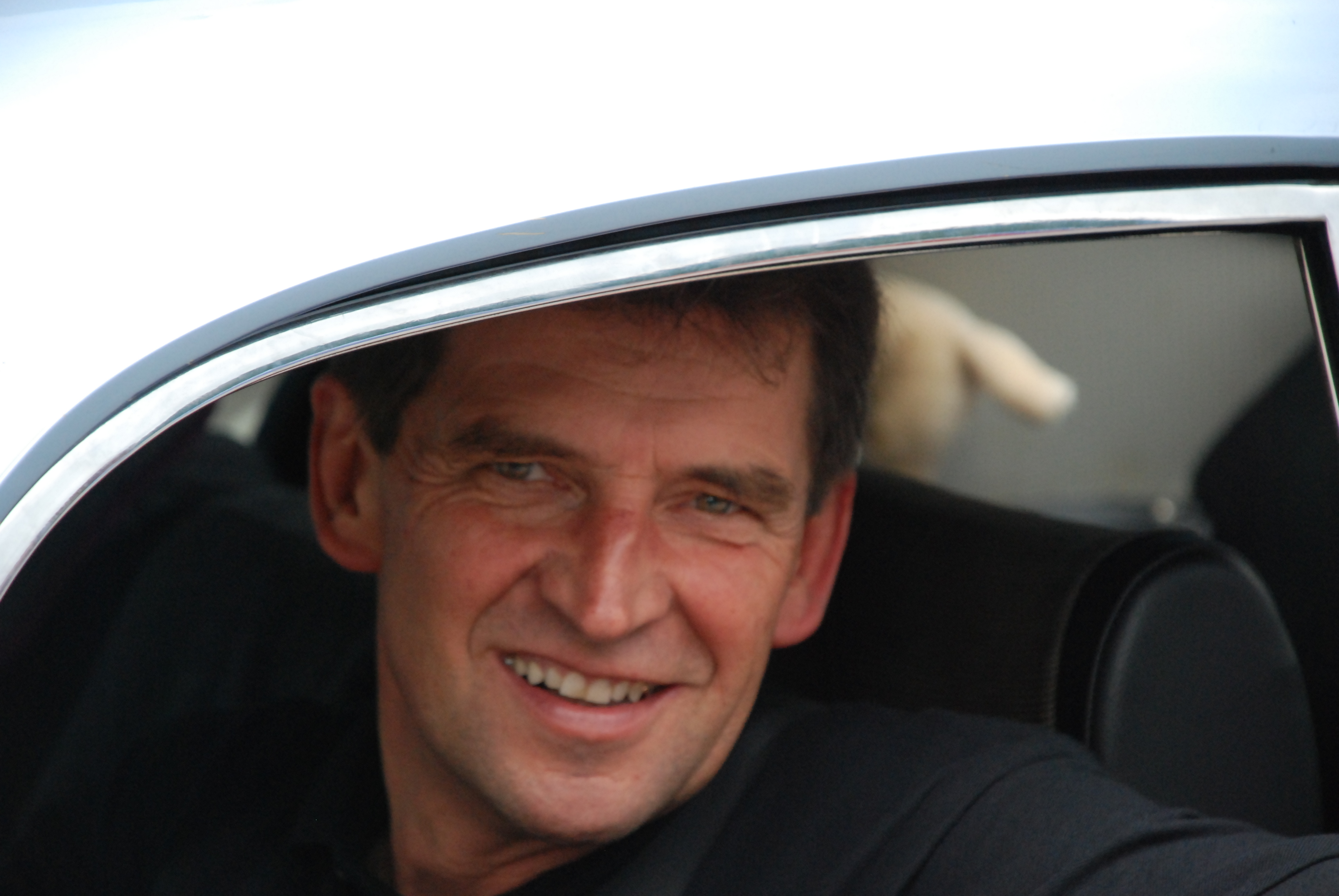
Roland Asch gewann 1991 den Fahrertitel (Foto von 2008)

Der Porsche Carrera Cup Deutschland 1991 war die 2. Saison des Porsche Carrera Cup Deutschland. Der erste Lauf dieser Saison fand am 31. März 1991 in Zolder statt. Das Saisonfinale fand am 15. September auf dem Alemannenring in Singen statt.
Insgesamt wurden in dieser Saison zehn Läufe in Deutschland, Belgien, Italien, Österreich, in den Niederlanden und Großbritannien ausgetragen. Die Rennen fanden teilweise im Rahmenprogramm der DTM statt.
Den Fahrertitel gewann Roland Asch mit 135 Punkten.

## Starterfeld
Folgende Fahrer und Gastfahrer sind in der Saison gestartet:
| Nr. | Fahrer             | Team                     | Rennwochenende |
| --- | ------------------ | ------------------------ | -------------- |
| 16  | Roland Asch        | Strähle Autosport        |                |
| 17  | Rüdiger Schmitt    | Strähle Autosport        |                |
| 24  | Wolfgang Land      | Kilian                   |                |
| 34  | Marco Spinelli     | Kilian                   |                |
| 30  | Jürgen von Gartzen | Göbel                    |                |
| 33  | Olaf Manthey       |                          |                |
| 11  | Oscar Larrauri     | Max-Moritz               |                |
| 12  | Massimo Sigala     | Max-Moritz               |                |
| 37  | Philipp Müller     |                          |                |
| 9   | Peter Åslund       | Strandell                |                |
| 23  | Andy Bovensiepen   | HJS Wehmeier Team        |                |
| 4   | Harald Grohs       | Obermaier Racing         |                |
| 6   | Bruno Eichmann     | Roock Racing             |                |
| 15  | Uwe Alzen          | Walter Knebel Motorsport |                |
| 26  | Stefan Oberndorfer |                          |                |
| 42  | Enrico Walcher     | Porsche Italia           |                |
| 25  | Gerhard Müller     |                          |                |
|     | Nicola Bardelle    |                          |                |
| 40  | Thomas Knoblich    |                          |                |
| 48  | Mike Hezemans      |                          |                |
|     | Philippe Verellen  | Porsche AG               |                |
|     | Thierry van Dalen  | Porsche AG               |                |
| 52  | Toine Hezemans     | Porsche AG               |                |
|     | Tiff Needell       | Porsche AG               |                |
|     | Alexander Quester  | Porsche AG               |                |
|     | Otto Rensing       | Porsche AG               |                |
|     | Manuel Reuter      |                          |                |

      Gaststarter

## Rennkalender und Ergebnisse
| Runde | Rennstrecke       | Datum         | Pole-Position     | Schnellste Runde   | Sieger             | Zweiter            | Dritter            |
| ----- | ----------------- | ------------- | ----------------- | ------------------ | ------------------ | ------------------ | ------------------ |
| 1     | Zolder            | 31. März      | Philippe Verellen | Jürgen von Gartzen | Jürgen von Gartzen | Wolfgang Land      | Olaf Manthey       |
| 2     | Nürburgring       | 21. April     | Roland Asch       | Rüdiger Schmitt    | Roland Asch        | Philipp Müller     | Rüdiger Schmitt    |
| 3     | Monza             | 5. Mai        | Andy Bovensiepen  | Philipp Müller     | Andy Bovensiepen   | Olaf Manthey       | Philipp Müller     |
| 4     | Österreichring    | 26. Mai       | Roland Asch       | Oscar Larrauri     | Oscar Larrauri     | Roland Asch        | Jürgen von Gartzen |
| 5     | Zandvoort         | ?. ?          | Peter Åslund      | Jürgen von Gartzen | Oscar Larrauri     | Jürgen von Gartzen | Wolfgang Land      |
| 6     | Norisring         | 30. Juni      | Roland Asch       | Wolfgang Land      | Roland Asch        | Wolfgang Land      | Enrico Walcher     |
| 7     | Silverstone       | ?. ?          | Roland Asch       | Peter Åslund       | Roland Asch        | Peter Åslund       | Olaf Manthey       |
| 8     | Hockenheimring    | ?. ?          | Roland Asch       | Roland Asch        | Roland Asch        | Oscar Larrauri     | Philipp Müller     |
| 9     | Spa-Francorchamps | ?. ?          | Roland Asch       | Roland Asch        | Roland Asch        | Harald Grohs       | Jürgen von Gartzen |
| 10    | Alemannenring     | 15. September | Roland Asch       | Roland Asch        | Roland Asch        | Jürgen von Gartzen | Uwe Alzen          |

## Meisterschaftsergebnisse

### Punktesystem
Punkte wurden an die ersten 15 klassifizierten Fahrer in folgender Anzahl vergeben. Die Punkte von den Gaststartern wurden am Saisonende gestrichen, daher können gleiche Positionen unterschiedliche Punktwertungen aufweisen:
| Platz  | 1. | 2. | 3. | 4. | 5. | 6. | 7. | 8. | 9. | 10. | 11. | 12. | 13. | 14. | 15. |
| Punkte | 20 | 18 | 16 | 14 | 12 | 10 | 9  | 8  | 7  | 6   | 5   | 4   | 3   | 2   | 1   |

### Fahrerwertung
Insgesamt kamen 20 Fahrer in die Punktewertung.
| Platz                                       | Fahrer             | ZOL | NÜR | MON | ZEL | ZAN | NOR | SIL | HOC | SPA | ALE | Punkte |
| ------------------------------------------- | ------------------ | --- | --- | --- | --- | --- | --- | --- | --- | --- | --- | ------ |
| 1                                           | Roland Asch        |     | 1   |     | 2   |     | 1   | 1   | 1   | 1   | 1   | 135    |
| 2                                           | Wolfgang Land      | 2   |     |     |     | 3   | 2   |     |     |     |     | 78     |
| 3                                           | Jürgen von Gartzen | 1   |     |     | 3   | 2   |     |     |     | 3   | 2   | 74     |
| 4                                           | Olaf Manthey       | 3   |     | 2   |     | 9   |     | 3   |     |     |     | 70     |
| 5                                           | Oscar Larrauri     |     |     |     | 1   | 1   |     |     | 2   |     |     | 67     |
| 6                                           | Philipp Müller     |     | 2   | 3   |     | DNF |     |     | 3   |     |     | 59     |
| 7                                           | Peter Åslund       |     |     |     |     | 4   |     | 2   |     |     |     | 43     |
| 8                                           | Andy Bovensiepen   |     |     | 1   |     | DNF |     |     |     |     |     | 42     |
| 9                                           | Harald Grohs       |     |     |     |     |     |     |     |     | 2   |     | 40     |
| 10                                          | Bruno Eichmann     |     |     |     |     | 5   |     |     |     |     |     | 38     |
| 11                                          | Uwe Alzen          |     |     |     |     | 6   |     |     |     |     | 3   | 37     |
| 12                                          | Rüdiger Schmitt    |     | 3   |     |     |     |     |     |     |     |     | 23     |
| 13                                          | Stefan Oberndorfer |     |     |     |     | 8   |     |     |     |     |     | 16     |
| 14                                          | Enrico Walcher     |     |     |     |     | DNF | 3   |     |     |     |     | 15     |
| 15                                          | Gerhard Müller     |     |     |     |     | 7   |     |     |     |     |     | 14     |
| 16                                          | Nicola Bardelle    |     |     |     |     |     |     |     |     |     |     | 11     |
| 17                                          | Thomas Knoblich    |     |     |     |     | 10  |     |     |     |     |     | 8      |
| 17                                          | Massimo Sigala     |     |     |     |     |     |     |     |     |     |     | 8      |
| 17                                          | Marco Spinelli     |     |     |     |     | DNF |     |     |     |     |     | 8      |
| 20                                          | Mike Hezemans      |     |     |     |     |     |     |     |     |     |     | 6      |
| Gastfahrer ohne Meisterschaftspunktewertung |                    |     |     |     |     |     |     |     |     |     |     |        |
|                                             | Philippe Verellen  | ?   |     |     |     |     |     |     |     |     |     | 0      |
|                                             | Thierry van Dalen  |     |     |     |     |     |     |     |     |     |     | 0      |
|                                             | Toine Hezemans     |     |     |     |     | DNF |     |     |     |     |     | 0      |
|                                             | Tiff Needell       |     |     |     |     |     |     |     |     |     |     | 0      |
|                                             | Alexander Quester  |     |     |     |     |     |     |     |     |     |     | 0      |
|                                             | Otto Rensing       |     |     |     |     |     |     |     |     |     |     | 0      |
|                                             | Manuel Reuter      |     |     |     |     |     |     |     |     |     |     | 0      |
| Platz                                       | Fahrer             | ZOL | NÜR | MON | ZEL | ZAN | NOR | SIL | HOC | SPA | ALE | Punkte |

| Legende  | Legende            | Legende                                                          |
| Farbe    | Abkürzung          | Bedeutung                                                        |
| -------- | ------------------ | ---------------------------------------------------------------- |
| Gold     | –                  | Sieg                                                             |
| Silber   | –                  | 2. Platz                                                         |
| Bronze   | –                  | 3. Platz                                                         |
| Grün     | –                  | Platzierung in den Punkten                                       |
| Blau     | –                  | Klassifiziert außerhalb der Punkteränge                          |
| Violett  | DNF                | Rennen nicht beendet (did not finish)                            |
| Violett  | NC                 | nicht klassifiziert (not classified)                             |
| Rot      | DNQ                | nicht qualifiziert (did not qualify)                             |
| Rot      | DNPQ               | in Vorqualifikation gescheitert (did not pre-qualify)            |
| Schwarz  | DSQ                | disqualifiziert (disqualified)                                   |
| Weiß     | DNS                | nicht am Start (did not start)                                   |
| Weiß     | WD                 | zurückgezogen (withdrawn)                                        |
| Hellblau | PO                 | nur am Training teilgenommen (practiced only)                    |
| Hellblau | TD                 | Freitags-Testfahrer (test driver)                                |
| ohne     | DNP                | nicht am Training teilgenommen (did not practice)                |
| ohne     | INJ                | verletzt oder krank (injured)                                    |
| ohne     | EX                 | ausgeschlossen (excluded)                                        |
| ohne     | DNA                | nicht erschienen (did not arrive)                                |
| ohne     | C                  | Rennen abgesagt (cancelled)                                      |
| ohne     | keine WM-Teilnahme |                                                                  |
| sonstige | P/fett             | Pole-Position                                                    |
| sonstige | 1/2/3/4/5/6/7/8    | Punktplatzierung im Sprint-/Qualifikationsrennen                 |
| sonstige | SR/kursiv          | Schnellste Rennrunde                                             |
| sonstige | *                  | nicht im Ziel, aufgrund der zurückgelegten Distanz aber gewertet |
| sonstige | ()                 | Streichresultate                                                 |
| sonstige | unterstrichen      | Führender in der Gesamtwertung                                   |